# Gamze Bulut
Gamze Bulut (Eskişehir, 3 augustus 1992) is een Turkse atlete, die is gespecialiseerd in de middellange afstand, met name de 1500 m. Ze vertegenwoordigde haar vaderland eenmaal op de Olympische Spelen.

## Carrière
Bulut maakte haar internationale debuut bij de senioren op de Europese kampioenschappen van 2012 in Helsinki. Op dit toernooi sleepte ze, achter haar landgenote Aslı Çakır Alptekin, de zilveren medaille in de wacht op de 1500 m. Tijdens de Olympische Spelen in Londen veroverde de Turkse opnieuw de zilveren medaille op de 1500 m en weer achter haar landgenote Aslı Çakır Alptekin. Nadat die in 2015 haar medaille moest inleveren vanwege een overtreding van het dopingreglement, werd Bulut uitgeroepen tot olympisch kampioene. 
In 2013 liep Bulut tijdens de Europese kampioenschappen voor neo-senioren (U23) een persoonlijk record van 15.45,03 op de 5000 m, waarmee ze al haar concurrentes achter haar liet.

## Schorsing
In maart 2017 liep Gamze Bulut echter zelf tegen de lamp. De IAAF maakte toen bekend,  dat in haar biologisch paspoort verdachte schommelingen waren aangetroffen. Op grond daarvan werd ook zij geschorst, voor vier jaar in haar geval. Tevens moest zij de gouden medaille die haar eerder in de schoot was geworpen door de diskwalificatie van haar landgenote Alptekin, weer afstaan en overgeven aan de oorspronkelijk als derde gefinishte Bahreinse Maryam Yusuf Jamal.

## Titels
- Olympisch kampioene 1500 m - 2012
- Europees kampioene U23 5000 m - 2013

## Persoonlijke records
Outdoor
| Afstand        | Tijd     | Datum           | Plaats       |
| -------------- | -------- | --------------- | ------------ |
| 1500 m         | 4.01,18  | 8 augustus 2012 | Londen       |
| 1 Eng. mijl    | 4.42,18  | 4 juni 2011     | Istanboel    |
| 5000 m         | 15.37,70 | 22 juni 2014    | Braunschweig |
| 2000 m steeple | 6.50,24  | 20 juli 2009    | Tampere      |
| 3000 m steeple | 9.34,88  | 19 mei 2012     | Izmir        |

Indoor
| Afstand | Tijd    | Datum            | Plaats    |
| ------- | ------- | ---------------- | --------- |
| 800 m   | 2.04,26 | 15 februari 2014 | Istanboel |
| 1500 m  | 4.07,94 | 22 februari 2014 | Istanboel |

## Palmares

### 1500 m
- 2012:  EK - 4.06,04
- 2012:  OS - 4.10,40 (na DSQ van Aslı Çakır Alptekin)

### 5000 m
- 2013:  EK U23 - 15.45,03
- 2014:  EK voor landenteams - 15.37,70